# Блажко Володимир Олексійович
Володи́мир Олексі́йович Блажко́ — прапорщик Державної прикордонної служби України, учасник російсько-української війни. Інспектор прикордонної служби відділення інспекторів мобільної прикордонної застави «Могилів-Подільський» 24-го прикордонного загону Південного регіонального управління Державної прикордонної служби України.

## Життєпис
Народився 25 червня 1982 року в місті Могилеві-Подільському Вінницької області.
Загинув зі ще трьома прикордонниками 27 липня в секторі Д1 під час обстрілу пункту пропуску «Довжанський», 250 снарядів були випущені з російської території по позиціях прикордонників. Тоді ж загинули Павло Дмитренко, Олександр Дзюбелюк, Віктор Соколовський.
Без Володимира лишились дружина та донька.
Похований в місті Могилів-Подільський.

## Вшанування
2 серпня 2014 року — за особисту мужність і героїзм, виявлені у захисті державного суверенітету та територіальної цілісності України, вірність військовій присязі під час російсько-української війни, відзначений — нагороджений орденом «За мужність» III ступеня (посмертно).